# France.tv Slash

Alternatives Logo

France.tv Slash ist ein französischer öffentlich-rechtlicher Fernsehsender, der zu France Télévisions gehört.
France.tv Slash ging am 5. Februar 2018 auf Sendung und richtet sich überwiegend an Jugendliche. Das Programm ist auf verschiedenen Plattformen verfügbar. Von France.tv Slash produzierte Serie wie Parlement oder Derby Girl werden in  Deutschland unter anderem von dem Sender One und ZDFneo ausgestrahlt.